# Lista odcinków serialu Zaginiony świat
Lista odcinków serialu telewizyjnego produkcji kanadyjsko-australijsko-nowozelandzkiej Zaginiony świat, emitowanego w latach 1999-2002.

## Odcinki

### Sezon 1[1]: 1999-2000
| № | #  | Tytuł                  | Reżyseria         | Scenariusz                    | Premiera             |
| --- | -- | ---------------------- | ----------------- | ----------------------------- | -------------------- |
| 1 | 1  | The Journey Begins     | Richard Franklin  | Jim Henshaw & Peter Mohan     | 3 kwietnia 1999      |
| Profesor George Challenger wyrusza wraz z grupą poszukiwaczy przygód na wyprawę do Ameryki Południowej, chcąc udowodnić istnienie dinozaurów na izolowanym płaskowyżu, położonym w głębi amazońskiej dżungli. Kiedy ich balon opada na skraju płaskowyżu, muszą zaufać napotkanej przypadkiem dzikiej dziewczynie Weronice, aby uchronić się przed groźnymi drapieżnikami, które go zamieszkują. |    |                        |                   |                               |                      |
| 2 | 2  | Stranded               | Richard Franklin  | Jim Henshaw & Peter Mohan     | 3 kwietnia 1999      |
| Podróżnicy chcą wydostać się z płaskowyżu. Marguerite próbuje zawrzeć umowę z wodzem miejscowego plemienia, w ramach której w zamian za pomoc w jego opuszczeniu Weronika ma poślubić wodza. Wydarzenia nie idą zgodnie z planem, a odkrywcy muszą teraz stawić czoła różnym zagrożeniom, aby uratować własne życie. |    |                        |                   |                               |                      |
| 3 | 3  | More Than Human        | Colin Budds       | James Thorpe                  | 2 października 1999  |
| Ścigani przez Tyranozaura podróżnicy przypadkiem odrywają cywilizację humanoidalnych gadów, traktujących ludzi jak niewolników i zostają przez nich pojmani. Grupa musi znaleźć sposób, aby uciec zimnokrwistym prześladowcom i ich złemu przywódcy Trybunowi. |    |                        |                   |                               |                      |
| 4 | 4  | Nectar                 | Colin Budds       | Durnford King                 | 9 października 1999  |
| Kiedy profesor Summerlee zostaje ukąszony przez olbrzymią pszczołę, Weronika, Malone i Roxton wyruszają by zdobyć antidotum, które można znaleźć tylko w gigantycznym ulu. Tymczasem Challenger i Marguerite opiekują się rannym profesorem i odpierają ataki ludzi małp. |    |                        |                   |                               |                      |
| 5 | 5  | Cave of Fear           | Catherine Millar  | Alison Lea Bingeman           | 16 października 1999 |
| Ratując Challengera, Roxton i Marguerite wchodzą do jaskini w której halucynogenne grzyby przywołują wspomnienia ich życiowych błędów. Gdy Summerlee zaczyna ich szukać, są coraz bliżej śmierci. |    |                        |                   |                               |                      |
| 6 | 6  | Salvation              | Richard Franklin  | Catherine Porciuncula         | 23 października 1999 |
| Kiedy Challenger, Weronika i Summerlee uratują przed utonięciem indiańską dziewczynkę za pomocą sztucznego oddychania, Tolmac, wódz plemienia Christeków, ogłasza Summerlee'ego czarownikiem, ponieważ rzekomo wskrzesił dziewczynkę za pomocą czarów. Christekowie połączyli katolicyzm i religię Azteków, tworząc ustrój teokratyczny. Kiedy Veronica ucieka, aby wezwać pomoc od innych, Challenger przyjmuje rolę obrońcy Summerlee'ego na procesie przed inkwizycją. Jeśli zostanie uznany za winnego, obaj mężczyźni spłoną na stosie. |    |                        |                   |                               |                      |
| 7 | 7  | Blood Lust             | Richard Franklin  | James Thorpe                  | 30 października 1999 |
| Odkrywcy toczą wyścig z czasem, starając uratować życie Roxtona po wypadkach które sprawiły, że stał się wampirem. |    |                        |                   |                               |                      |
| 8 | 8  | Out of Time            | Catherine Millar  | Guy Mullall                   | 6 listopada 1999     |
| Roxton, Marguerite i Malone oznaczają na mapie serię jaskiń, starając się znaleźć tę, który prowadzi poza płaskowyż, gdy nagle powietrze wokół nich wypełnia mgła. Gdy mgła opada, odkrywają, że znajdują się w świątyni druidów. Druidzi ujawniają Marguerite, że jej przeznaczeniem jest spełnienie starożytnych proroctw. W tym celu musi pokonać kilka trudnych przeszkód, takich jak łowcy głów i drapieżne dinozaury i odnaleźć święty kamień. Malone i Roxton pomagają jej w wypełnieniu misji. W międzyczasie Weronika znajduje w dżungli porzucone dziecko i postanawia się nim zaopiekować, mimo protestów Challenger'a. |    |                        |                   |                               |                      |
| 9 | 9  | Paradise Found         | Michael Pattinson | Morrie Ruvinsky               | 13 listopada 1999    |
| Weronika spotyka w dżungli przewodnika, który wiele lat wcześniej przeprowadził wyprawę rodziców Weroniki do Zaginionego Świata. Nienaturalnie postarzały mężczyzna umiera w jej ramionach, nucąc "Odę to Radości". Dziewczyna rusza wraz ze swymi przyjaciółmi na poszukiwanie miejsca z którego przybył, mając nadzieję na odnalezienie rodziców. |    |                        |                   |                               |                      |
| 10 | 10 | The Beast Within       | Catherine Millar  | Scott Kraft                   | 20 listopada 1999    |
| Malone zostaje trafiony w szyję zatrutą strzałką i umiera. Szaman o imieniu Lento przywraca go do życia, ale sam zostaje opętany przez demona. W rezultacie jego wioska skazuje go na śmierć, ale Malone uwalnia go, nieświadomy jego nowej natury. Roxton, Malone i Challenger ruszają w pościg za opętanym kapłanem, a Summerlee zostaje więźniem w jego zastępstwie. W międzyczasie, Veronica i Marguerite próbują wydostać się ze starej studni, do której wpadły w wyniku bójki. |    |                        |                   |                               |                      |
| 11 | 11 | Creatures of the Dark  | Colin Budds       | Gilbert Shilton               | 27 listopada 1999    |
| Uciekając przed łowcami głów Vantu, Challenger, Weronika, Malone i Marguerite kryją się w jaskini. Przeszukując ją odkrywają, że jest wejściem do starej kopalni, gdy nagłe trzęsienie ziemi zasypuje wejście i odcina całą grupę z wyjątkiem Weroniki. Przed uduszeniem ratują ich członkowie dziwnej podziemnej społeczności, na czele której stoi ślepy chłopiec zwany Wyrocznią. |    |                        |                   |                               |                      |
| 12 | 12 | Tribute                | Colin Budds       | Michael Teversham             | 15 stycznia 2000     |
| Roxton ratuje dziewczynę imieniem Tayra z ludu Tintów przed ścigającymi ją wojownikami plemienia Hikari, po czym dowiaduje się, że Tayra była częścią daniny, którą Tintowie płacą Hikari, aby żyć z nimi w pokoju. Wraz z Weroniką i Challenger'em przekonują Tintów, że mogą odmówić płacenia daniny i przygotowują ich do walki z Hikari. W domu na drzewie, Malone, Marguerite i Summerlee zostają uwięzieni przez niemieckiego pilota z czasów pierwszej wojny światowej, Hansa Dresslera, który uważa, że wojna wciąż trwa, oraz dzieli tajemniczą przeszłość z Marguerite. |    |                        |                   |                               |                      |
| 13 | 13 | Absolute Power         | Ian Gilmour       | Frank Encarnacao              | 22 stycznia 2000     |
| Podróżnicy odkrywają ruiny starożytnej świątyni, a w jej centrum, Challenger ze zdumieniem zauważa model atomu. Badając tajemniczy obiekt umieszcza w nim leżący obok kryształ po czym zostaje pochłonięty przez oślepiające białe światło i traci przytomność. Kiedy przyjaciele Challengera walczą o jego życie, widzimy alternatywną rzeczywistość, w której Challenger wyłania się ze światła bez szwanku oraz obdarzony niezwykłymi mocami. Kiedy złowieszczy łowca niewolników Dirkon i jego ludzie porywają Weronikę, Challenger łatwo ich pokonuje, jednak jego arogancja wielokrotnie wzrasta, co prowadzi do morderczych rezultatów. Obydwie rzeczywistości zmierzają ku nieuchronnej kolizji. |    |                        |                   |                               |                      |
| 14 | 14 | Camelot                | Richard Franklin  | James Thorpe                  | 29 stycznia 2000     |
| Marguerite wpada w oko czternastoletniemu królowi Gawain'owi, który postanawia, że musi zostać jego żoną. Weronika, Malone i Roxton starają się uwolnić Marguerite, ale rychło zostają uwikłani w walkę o władzę pomiędzy Gawain'em a jego doradcą Vordredem, który chce zabić młodego króla i przejąć tron dla siebie. |    |                        |                   |                               |                      |
| 15 | 15 | Unnatural Selection    | Catherine Millar  | Kris Dobkin                   | 5 lutego 2000        |
| Challenger spotyka w dżungli jednego ze swoich przyjaciół z Londynu, mieszkającego na płaskowyżu ze swoją córką. Profesor nabiera jednak podejrzeń, ponieważ przypomina sobie że był na pogrzebie dziewczynki piętnaście lat wcześniej. Zniknięcie Weroniki w połączeniu ze spotkaniem z uzbrojonymi, inteligentnymi małpami, prowadzi Roxtona i Challenger'a do odkrycia tajnego eksperymentu genetycznego przeprowadzonego przez doktora Hargrove'a. Tymczasem Summerlee, Marguerite i Malone spotykają starszą kobietę, która twierdzi, że jest byłą królową elfów i obiecuje wskazać im miejsce w którym znalazła nadajnika radiowy, jednak w zamian oczekuje pomocy w zdjęciu klątwy - wszystko czego potrzebuje to kilka kropli krwi dziewicy. |    |                        |                   |                               |                      |
| 16 | 16 | Time After Time        | Michael Offer     | Joseph Mallozzi & Paul Mullie | 12 lutego 2000       |
| Podczas polowania z Weroniką, Roxton przypadkowo rani młodą kobietę, która pojawia się nagle w błysku światła. Po powrocie do domu na drzewie, Summerlee pomaga Roxtonowi przywrócić ją do zdrowia. Tymczasem Marguerite, Malone i Challenger odkrywają dziennik, który opisuje drogę do wyjścia z płaskowyżu. Podczas przeszukiwania starożytnych ruin trójka bohaterów zostaje zaatakowana przez uzbrojonych wojowników, ale na pomoc przychodzi im tajemniczy nieznajomy. Zarówno kobieta jak i mężczyzna okazują się przybyszami z przyszłości, a celem obydwojga jest Marguerite - jedno z nich chce, aby wróciła do Londynu, a drugie chce ją zabić, ponieważ jej powrót doprowadziłby do katastrofalnej epidemii. |    |                        |                   |                               |                      |
| 17 | 17 | Prodigal Father        | Colin Budds       | David Tynan                   | 19 lutego 2000       |
| Roxton, Malone i Marguerite ratują przed śmiercią człowieka, który podaje się za zaginionego przed laty ojca Weroniki, Toma Laytona. Po powrocie do domu na drzewie Weronika go jednak nie poznaje. Kim naprawdę jest nieznajomy? |    |                        |                   |                               |                      |
| 18 | 18 | Birthright             | Catherine Millar  | Frank Encarnacao              | 26 lutego 2000       |
| Głęboko w dżungli, Marguerite, Challenger i Malone trafiają na mumifikowane zwłoki. Zaskoczeni, gdy wykazują one oznaki życia, dowiadują się, że pochowanym żywcem jest Ramzes, egipski faraon. Opowiada on, jak jego tron został skradziony przez jego tyrańską siostrę, Nefertiti i prosi odkrywców o pomoc w odzyskaniu władzy. Po przybyciu do królestwa Ramzesa okazuje się, że wprowadził całą trójkę przyjaciół w błąd, odbywał bowiem słuszną karę za zamordowanie swojego ojca. Ramzes oślepia swą siostrę i zostawia ją w grobowcu na śmierć. Marguerite, Challenger i Malone pomagają jej uciec. Odkrywcy muszą teraz wymyślić plan obalenia Ramzesa i ponownego przywrócenia na tron Nefertiti. Tymczasem Summerlee jest ścigany przez samicę Tyranozaura, która błędnie uważa, że jest odpowiedzialny za śmierć jej dzieci. Roxton i Weronika starają się uratować swojego przyjaciela. |    |                        |                   |                               |                      |
| 19 | 19 | Resurrection           | Colin Budds       | James Thorpe                  | 4 marca 2000         |
| Podczas poszukiwań wyjścia z płaskowyżu Roxton i Marguerite zostają zaatakowani w nocy przez grupę nordyckich wojowników. Napastnicy śmiertelnie ranią Roxtona i porywają Marguerite. Umierającego Roxtona nawiedza tajemniczy młody chłopak o imieniu Osric, który proponuje mu umowę: w zamian za ocalenie życia Roxton musi zabić starego człowieka imieniem Bergen. Mimo uratowania życia Roxton odmawia wykonania polecenia swojego zbawcy, ale Osric zna wiele podstępnych sposobów, aby uzyskać to, czego chce. W międzyczasie Malone i Veronica muszą bronić domu na drzewie przed grupą groźnych bandytów, którzy chcą go im odebrać. |    |                        |                   |                               |                      |
| 20 | 20 | The Chosen One         | Michael Offer     | Jon Cowan                     | 22 kwietnia 2000     |
| Lord Roxton musi zapewnić bezpieczną podróż młodemu przywódcy, ściganego przez złowrogie plemię Gotów, chcących zniszczyć plemię chłopca. Wraz z Marguerite podróżnik pomaga mu stać się zbawicielem swojego ludu. W międzyczasie Malone spotyka w dżungli Kayę, piękną młodą kobietę, której nagłe pojawienie się wzbudza silną zazdrość Weroniki. |    |                        |                   |                               |                      |
| 21 | 21 | Prophecy               | Catherine Millar  | Scott Kraft                   | 13 maja 2000         |
| Odkrywcy ratują przed upadkiem w przepaść wróżkę, która przepowiada im przyszłość, jednak jej wróżby spełniają się w inny sposób niż się spodziewali. W międzyczasie Challenger i Summerlee zbierają prehistoryczne rośliny, gdy zostają zaatakowani przez inteligentne raptory, kryjące się przed strzałami z broni palnej i czekające aż wyczerpie im się amunicja. Naukowcy starają się dotrzeć do swojego balonu i uciec przed drapieżnikami. |    |                        |                   |                               |                      |
| 22 | 22 | Barbarians at the Gate | Catherine Millar  | James Thorpe                  | 20 maja 2000         |
| Badacze trafiają w sam środek gwałtownej wojny pomiędzy Trybunem i Drakulem, przywódcą barbarzyńskiego plemienia, który zbuntował się przeciw niemu. Jeden z badaczy zostanie stracony, być może na zawsze, kiedy walka osiągnie szczyt. |    |                        |                   |                               |                      |

### Sezon 2[2]: 2000-2001
| № | #  | Tytuł                            | Reżyseria                       | Scenariusz                                      | Premiera             |
| --- | -- | -------------------------------- | ------------------------------- | ----------------------------------------------- | -------------------- |
| 23 | 1  | All or Nothing Wszystko albo nic | Colin Budds                     | Charles Lazer                                   | 7 października 2000  |
| Podczas bitwy z plemieniem Drakula, Summerlee, Challenger, Malone i Roxton spadają z mostu wysadzonego przez Trybuna w głęboką przepaść. Veronica trzyma się nadziei, że jej przyjaciele przeżyli i szukają ich wraz z Marguerite. Ponownie zjednoczeni odkrywają, że Trybun uratował życie Roxtona i domaga się w zamian przysługi. Ponieważ potrzebują łodzi, aby wrócić do domu, idą wraz Trybunem do zaniedbanej wioski rybackiej - gdzie znika. Piękna prostytutka o imieniu Raina informuje ich, że bandyta znany jako Nemak zniewolił wioskę. Po starciu z Nemakiem i jego gangiem, podróżnicy zostają uwięzieni. |    |                                  |                                 |                                                 |                      |
| 24 | 2  | Amazons Amazonki                 | Michael Offer                   | David Barlow                                    | 14 października 2000 |
| Roxton, Malone i Challenger ratują przed atakiem Deinonycha kobietę należącą do plemienia Amazonek. Ponieważ Challenger zostaje ranny w walce wręcz, zostają zaproszeni do wioski Amazonek i powitani z otwartymi ramionami. Gdy Amazonki świętują w świetle księżyca w pełni, mężczyźni dowiadują się, że jest to czas godów - a ich wybrano na ojców dzieci Amazonek. Zanim zdadzą sobie sprawę, że zginą, gdy tylko będą wypełnią swoje zadanie, jest za późno na ucieczkę. |    |                                  |                                 |                                                 |                      |
| 25 | 3  | Tourist Season Sezon turystyczny | Richard Franklin & Darryl Sheen | Guy Mullally                                    | 21 października 2000 |
| Challenger stara się wykorzystać energię wiatru do generowania energii elektrycznej dla domu na drzewie, gdy wybucha burza, a wielki promień kulisty uderza w wiatrak Challengera. Po chwili słychać odgłos silników i na niebie pojawia się helikopter, po czym ląduje na polanie. Z wnętrza maszyny wychodzi pilot i rodzina turystów. Okazuje się, że przenieśli się w czasie z roku 2000. Gdy Challenger i inni dziwią się przybyłych, Marguerite stara się wymyślić sposób, aby uciec z płaskowyżu na helikopter, nawet pozostawiając na nim innych, jeśli zajdzie taka potrzeba. Tymczasem wrogie plemię, które także widziało lądowanie maszyny, chce ją zdobyć, uciekając się do porwania jednego z członków rodziny turystów.                                                                            |    |                                  |                                 |                                                 |                      |
| 26 | 4  | Stone Cold Żywe kamienie         | Michael Offer                   | Judith Reeves-Stevens & Garfield Reeves-Stevens | 28 października 2000 |
| Podczas mapowania nieznanej doliny Roxton spotyka przerażoną młodą kobietą, która po wypowiedzeniu ostrego ostrzeżenia umiera w ramionach Marguerite. Roxton, Marguerite i Malone zmierzają w kierunku złowieszczego zamku, gdy nagła burza zmusza ich do schronienia się w nim. Tam, pod wpływem tajemniczych sił, trafiają do oddzielnych pokojów, gdzie każde znajduje i zakłada bogaty wieczorowy strój pochodzący z tego samego roku, jak ten noszony przez młodą kobietę. Marguerite i obydwaj mężczyźni zaczynają przyjmować nowe osobowości, oraz angażują w miłosne intrygi - Roxton i Malone rywalizują o względy Marguerite. W międzyczasie Challenger i Veronica trafiają do zamku, gdzie zostają powitani przez Roxtona, Marguerite i Malone, opętanych przez duchy osób noszące niegdyś ich stroje. |    |                                  |                                 |                                                 |                      |
| 27 | 5  | Divine Right Legenda             | Colin Budds                     | Tony Di Franc                                   | 4 listopada 2000     |
| Roxton i Marguerite spotykają osiodłanego konia bez jeźdźca. Kiedy Roxton postanawia go dosiąść, koń zabiera niespodziewanie zabiera go do górskiego plemienia, które wita go jako swojego nowego króla. Roxton próbuje wyjaśnić pomyłkę, ale gdy królewski doradca, Balar, grozi mu śmiercią, Roxton posłusznie przyjmuje rolę króla. Wykorzystując konia, próbuje jednak przesłać wiadomość swoim przyjaciołom. Ponieważ jednym z obyczajów plemienia jest składanie w ofierze dziewicy, aby przebłagać straszliwego smoka Roxton, chcąc ratować dziewczynę, jako prawowity król musi pokonać smoka. |    |                                  |                                 |                                                 |                      |
| 28 | 6  | Skin Deep Zaraza                 | Colin Budds                     | Will Dixon & Damian Kindler & David Wolkove     | 11 listopada 2000    |
| 29 | 7  | London Calling Powrót do domu    | Michael Offer                   | Judith Reeves-Stevens & Garfield Reeves-Stevens | 18 listopada 2000    |
| 30 | 8  | The Prisoner Więzień             | Richard Franklin                | Guy Mullally                                    | 25 listopada 2000    |
| 31 | 9  | The Games Igrzyska               | Michael Offer                   | Charles Lazer                                   | 20 stycznia 2001     |
| 32 | 10 | The Source Źródło                | Michael Pattinson               | Scott Kraft                                     | 27 stycznia 2001     |
| 33 | 11 | Trophies Łowcy nagród            | Pino Amenta                     | Richard Oleksiak                                | 3 lutego 2001        |
| 34 | 12 | Voodoo Queen                     | Colin Budds                     | Guy Mullally                                    | 10 lutego 2001       |
| 35 | 13 | The Guardian                     | Michael Pattinson               | Stacey Kaser                                    | 17 lutego 2001       |
| 36 | 14 | Under Pressure Energia           | Pino Amenta                     | Judith Reeves-Stevens & Garfield Reeves-Stevens | 24 lutego 2001       |
| 37 | 15 | The Outlaw Złodziejka            | Michael Offer                   | Guy Mullally                                    | 3 marca 2001         |
| 38 | 16 | Quality of Mercy Gest łaski      | Ian Gilmour                     | John Sheppard                                   | 10 marca 2001        |
| 39 | 17 | Mark of the Beast Znamię         | Michael Pattinson               | Scott Kraft                                     | 21 kwietnia 2001     |
| 40 | 18 | Survivors                        | Ian Gilmour                     | Judith Reeves-Stevens & Garfield Reeves-Stevens | 28 kwietnia 2001     |
| 41 | 19 | The Pirate's Curse Klątwa pirata | Catherine Millar                | Guy Mullally                                    | 5 maja 2001          |
| 42 | 20 | The Visitor                      | Colin Budds                     | Guy Mullally                                    | 12 maja 2001         |
| 43 | 21 | A Man of Vision                  | Pino Amenta                     | Guy Mullally                                    | 19 maja 2001         |
| 44 | 22 | Into the Fire Próba ognia        | Michael Pattinson               | Judith Reeves-Stevens & Garfield Reeves-Stevens | 26 maja 2001         |

### Sezon 3: 2001-2002
| №  | #  | Tytuł                                   | Reżyseria         | Scenariusz                                                     | Premiera             |
| -- | -- | --------------------------------------- | ----------------- | -------------------------------------------------------------- | -------------------- |
| 45 | 1  | Out of the Blue                         | Michael Pattinson | Judith Reeves-Stevens & Garfield Reeves-Stevens                | 20 października 2001 |
| 46 | 2  | The Travelers Wędrowcy                  | Michael Offer     | Guy Mullally                                                   | 27 października 2001 |
| 47 | 3  | Eye for an Eye Oko za oko               | Geoffrey Nottage  | Richard Oleksiak & Guy Mullally                                | 3 listopada 2001     |
| 48 | 4  | True Spirit Uwierz w duchy              | Esben Storm       | Judith Reeves-Stevens & Garfield Reeves-Stevens                | 10 listopada 2001    |
| 49 | 5  | The Knife Nóż                           | Michael Offer     | Guy Mullally                                                   | 17 listopada 2001    |
| 50 | 6  | Fire In The Sky                         | Michael Pattinson | Richard Oleksiak & Guy Mullally                                | 24 listopada 2001    |
| 51 | 7  | Dead Man's Hill Góra martwego człowieka | Catherine Millar  | Nick Jacobs & Judith Reeves-Stevens & Garfield Reeves-Stevens  | 1 grudnia 2001       |
| 52 | 8  | Hollow Victory Gorzkie zwycięstwo       | Michael Offer     | Judith Reeves-Stevens & Garfield Reeves-Stevens                | 8 grudnia 2001       |
| 53 | 9  | A Witch's Calling                       | Michael Pattinson | Guy Mullally                                                   | 12 stycznia 2002     |
| 54 | 10 | Brothers In Arms Towarzysze broni       | Michael Offer     | Judith Reeves-Stevens & Garfield Reeves-Stevens                | 19 stycznia 2002     |
| 55 | 11 | Ice Age                                 | Michael Carson    | Shane Brennan & Guy Mullally                                   | 26 stycznia 2002     |
| 56 | 12 | The End Game                            | Karl Zwicky       | Nick Jacobs & Guy Mullally                                     | 2 lutego 2002        |
| 57 | 13 | Phantoms                                | Michael Carson    | Guy Mullally                                                   | 9 lutego 2002        |
| 58 | 14 | The Secret                              | Michael Pattinson | Judith Reeves-Stevens & Garfield Reeves-Stevens                | 16 lutego 2002       |
| 59 | 15 | Finn                                    | Geoffrey Nottage  | Guy Mullally                                                   | 23 lutego 2002       |
| 60 | 16 | Suspicion                               | Ian Gilmour       | Judith Reeves-Stevens & Garfield Reeves-Stevens                | 3 marca 2002         |
| 61 | 17 | The Imposters                           | Catherine Millar  | Guy Mullally                                                   | 8 kwietnia 2002      |
| 62 | 18 | The Elixir                              | Colin Budds       | Nick Jacobs & Guy Mullally                                     | 15 kwietnia 2002     |
| 63 | 19 | Tapestry                                | Geoffrey Nottage  | Judith Reeves-Stevens & Garfield Reeves-Stevens                | 22 kwietnia 2002     |
| 64 | 20 | Legacy                                  | Michael Carson    | Judith Reeves-Stevens & Garfield Reeves-Stevens                | 29 kwietnia 2002     |
| 65 | 21 | Trapped                                 | Catherine Millar  | Guy Mullally                                                   | 6 maja 2002          |
| 66 | 22 | Heart of the Storm                      | Colin Budds       | Guy Mullally & Judith Reeves-Stevens & Garfield Reeves-Stevens | 13 maja 2002         |